# خورخه اورتیز (بازیکن فوتبال آرژانتین)
خورخه اورتیز (اسپانیایی: Jorge Ortiz‎؛ زادهٔ ۲۰ ژوئن ۱۹۸۴) بازیکن فوتبال اهل آرژانتین است.

## باشگاهی
از باشگاه‌هایی که در آن بازی کرده‌است می‌توان به باشگاه فوتبال ای‌آی‌کی، باشگاه فوتبال آرسنال ساراندی، باشگاه فوتبال لانوس، باشگاه ورزشی سن لورنسو آلماگرو، و باشگاه اتلتیکو ایندپندینته اشاره کرد.